# Jordan Helliwell
Jordan Helliwell (sinh ngày 23 tháng 9 năm 2001) là một cầu thủ bóng đá người Anh thi đấu cho Barnsley, ở vị trí hậu vệ.

## Cuộc sống ban đầu và cá nhân
Helliwell học tại Ossett Academy.

## Sự nghiệp
Helliwell gia nhập Barnsley vào tháng 4 năm 2012 lúc 10 tuổi, và trở thành Cầu thủ xuất sắc nhất năm của Học viện mùa giải 2017–18. Anh có màn ra mắt vào ngày 13 tháng 11 năm 2018 ở EFL Trophy.